# Référendum de 1950 à Chypre
Le référendum organisé en 1950 à Chypre pose la question à la communauté chypriote grecque de savoir si elle souhaite le rattachement de l'île de Chypre au royaume de Grèce. Ce référendum, non autorisé par les autorités coloniales britanniques de l'époque, voit le oui l'emporter mais est rejeté par Londres et son représentant sur l'île, le gouverneur Sir Andrew Wright.

## Contexte
Le référendum a lieu le 15 janvier 1950. Il est organisé par l'Église orthodoxe, sous l'égide de l'archevêque Makários II (archevêque de Chypre (el) de 1948 à 1950) et le Conseil ethnarchique (conseil religieux et consultatif du gouvernement britannique, en place depuis l'ère ottomane) dans les églises du pays.
Chypre est alors une colonie de l'Empire britannique, sous influence politique et culturelle de Londres. Depuis les années 1920, les tensions entre l'administration coloniale et la population se multiplient. Au sein des élites grecques se propage une idée d'appartenance à une civilisation hellénique. Une partie du monde grec aspire à être unifié au sein d'un seul État-nation : c'est ce qu'on appelle la « Grande Idée ». Pour Chypre, cela passe par le rattachement à la Grèce (« Énosis ») et donc le départ des Britanniques.

## Référendum
L'enregistrement des votes se fait dans les églises de l'île entre le 15 et le 22 janvier 1950. Les deux propositions concernant le rattachement sont tournées de la manières suivante :  
- Nous exigeons l'union avec la Grèce (en grec moderne : ΑΞΙΟΥΜΕΝ ΤΗΝ ΕΝΩΣΙΝ ΤΗΣ ΚΥΠΡΟΥ ΜΕ ΤΗΝ ΕΛΛΑΔΑ).
- Nous sommes opposés à l'union de Chypre avec la Grèce (en grec moderne : ΕΝΙΣΤΑΜΕΘΑ ΕΙΣ ΤΗΝ ΕΝΩΣΙΝ ΤΗΣ ΚΥΠΡΟΥ ΜΕ ΤΗΝ ΕΛΛΑΔΑ).

| Proposition | Nombre de votes | Pourcentage |
| ----------- | --------------- | ----------- |
| Pour        | 215 108         | 95,71 %     |
| Contre      | 9 639           | 4,29 %      |
| Total       | 224 747         | 100 %       |

## Conséquences
Le gouvernement britannique considère ce référendum comme un stratagème dans la rivalité entre le parti AKEL, d'orientation communiste, et l'Église orthodoxe pour la domination spirituelle et politique sur l'île. Il ne lui accorde aucune considération. Dans une période d'anticommunisme occidental de l'après-guerre, Sir Andrew Wright, devenu gouverneur de l'île en 1949, défend sa politique répressive envers les partisans de l'Énosis (dont l'AKEL est au premier rang) auprès du Colonial Office. L'indépendance de l'île n'intervient qu'en 1960 et la tentative de former un gouvernement bi-communautaire (Chypriotes grecs et Chypriotes turcs) se solde par un échec. Les tensions entre les deux groupes ethniques croissent jusqu'à leur apogée : la tentative de coup d'État de 1974 et l'intervention turque qui en résulte.